# Copa de Catalunya 2007/08
De Copa de Catalunya 2007/08 is de negentiende editie van de Copa de Catalunya, een bekertoernooi voor voetbalclubs uit de Spaanse autonome regio Catalonië.

## Opzet
Iedere ronde wordt gespeeld via het knockout-systeem met slechts één wedstrijd. Clubs uit de lagere divisies startten in de eerste ronde (Primera Eliminatòria). Uiteindelijk plaatst één clubs uit de lagere divisies zich voor de halve finale. Voor de halve finale waren Gimnàstic de Tarragona, FC Barcelona en RCD Espanyol al geplaatst, aangezien deze clubs in het voorafgaande seizoen speelden in de Primera División.

## Halve finale
Strafschoppen: Pinilla (0-1), Soriano (mist), Maldonado (mist), Jordi Gómez (mist), Óscar López (0-2), Javi Márquez (mist), Tortolero (0-3). 

Gimnàstic de Tarragona: Roberto Jiménez; Óscar López, Daniel Tortolero, David Abraham, Carles Mingo (82. Federico Bessone); Abel Buades (74. Sébastien Chabaud), David Sánchez (62. Antoni Pinilla), Óscar Rubio; Jandro (82. David Medina), Antonio López (86. Nano González) en Maldonado. 

RCD Espanyol: Iñaki Lafuente; Toni Lao, Albert Serrán, José María Lacruz, Francisco Javier Chica (66. Clemente Rodríguez); Jordi Gómez, Juanma (57. José Zamora), Sergio Sánchez (84. Miquel Palanca), Moha (74. Javier Márquez); Jonathan Soriano en Valdo (74. Marc Pedraza).
Girona FC: Rafa Ponzo; David Sánchez, Rengel, Dot (46. Raset), Migue, Chechu Flores (65. Xumetra), Matamala, Santi Asensio (46. Eloi Amagat), Larios, Arnal en Jito (46. Uri).

FC Barcelona: Albert Jorquera; David Córcoles (46. Alberto Botía), Rafael Márquez, Oleguer Presas, Sylvinho; Marc Crosas, Dimas Delgado (46. Gai Assulin), Xavi Torres (36. Thiago Alcántara); Jeffrén Suárez (73. Daniel Toribio), Santiago Ezquerro en José Emilio Guerra (36. Víctor Vázquez).

## Finale
Gimnàstic de Tarragona: Juanmi; Óscar Rubio, Pedro Mairata, Alejandro Campano (57. Miku), Óscar López; Sébastien Chabaud, David Sánchez, Gorka de Carlos, David Abraham; Calle (58. Francisco José Maldonado) en Antonio Pinilla. 

FC Barcelona: Albert Jorquera; David Córcoles (46. Fali), Alberto Botía, Oleguer Presas, Sylvinho; Marc Crosas, Dimas Delgado, Thiago Alcántara (64. Abraham González); Jeffrén Suárez, Santiago Ezquerro en Víctor Vázquez (77. Pedrito).
Federació Catalana de Futbol · Catalaans voetbalelftal · Catalaans vrouwenvoetbalelftal 

historische competities 

Campionat de Catalunya · Campionat de Catalunya de Segona Categoria · Trofeu Moscardó 

hedendaagse competities 

Copa de Catalunya · Tercera División Grupo 5 · Primera Divisió Catalana · Amateurvoetbal 